# Gyna bisannulata
Gyna bisannulata är en kackerlacksart som beskrevs av Hanitsch 1950. Gyna bisannulata ingår i släktet Gyna och familjen jättekackerlackor. Inga underarter finns listade i Catalogue of Life.